# Medelpadska
Medelpadska eller medelpadsmål är norrländska mål som traditionellt talas i landskapet Medelpad utom den västligaste socknen Haverö, där Hogdalsmål talas. Medelpadsmålen är relativt enhetliga i förhållande till andra norrländska landskapsmål. Den viktigaste yttre språkgränsen är i söder, mot Hälsingemålen, där gränsen går för den vokalbalans som är karaktäristisk för norrländska dialekter. 
Ett drag som skiljer vissa Medelpadsdialekter (exempelvis Indals socken-Lidens socken idag, och traditionellt även Selångers socken) från angränsande mål är uttal av såväl kort som långt i och y långt fram ("hårt" eller "dentalt"), det vill säga  Viby-i. I Borgsjö och Torp har y blivit i, medan ö uttalas e-haltigt. Detta drag finns även i Hälsingemål och delar av Härjedalen. Andra drag är gemensamma med dialekterna i Ångermanland, exempelvis tjockt n-ljud efter lång vokal i ord som van och måne. I nordligaste Medelpad märks också ett östjämtskt inflytande.

## Moderna medelpadsmål
Utmärkande för nusvensk dialekt i Medelpads kustland kring Sundsvall är att kort u uttalas ö.  Som jämförelse förekommer i Hälsingland och ibland i Jämtland att kort u uttalas ö-haltigt, det vill säga inte lika brett som i Sundsvallsregionen. Exempel: Sundsvall blir Sönnsvall. Exempel: "Harö nå karra?" "Karra?" "Ja, karameller?" "Nä men jag har tuggummi." "Harö tö'gömì?" (Ur filmen SOS – en segelsällskapsresa från 1988.)
Svenskans tionde vokal, ö-haltigt å, lever kvar i Västra Medelpads folkmål.
Andra karaktäristiska drag är att man liksom i stora delar av Norrland använder ett tjockt L  som övergår i vad som närmast kan beskrivas som ett "klickande" ljud när tungan slår i botten. Det används främst i ord där L:et är i mitten eller slutet av ordet samt med vokalerna a o u y å ä ö men inte lika vanligt med vokalerna i och e. Exempel på ord: öl, föl, helg, svälj, älg, ful, hal, ål, jävla, sola, flak, kloak, klåpare. 
Ett annat karaktärsdrag är att L och T tillsammans ofta uttalas med ett tjockt T , exempel: "Fult" blir "furt" och "gammalt" blir "gammart". 
Ett annat karaktäristiskt drag är sammansatta ord med stumma, men inte mjuka, R som följs av ett D vilket i det närmaste till ett tjockt D. Exempel: Hördedu du (Hörru du/ Hörde du) där tungan påbörjar R:ets rullande men sluta tvärt innan det hunnit börja rulla och går direkt till D:et som ligger något längre upp i gommen än rikssvenskans och skapar ett hårdare ljud. Gävlemålet har liknande ihopdragningar men de är mjukare och går mer mot L än mot R. Exempel: Skarduhare en màcka (Medelpad) = Skaluhaale en macka (Gävle) = Ska du ha (dig) en macka (Rikssvenska). På vissa ställen i Medelpad har detta "rd" blivit endast till "r" vilket ger: Skaruha en macka - alltså man tar bort det tjocka d:et och använder endast r:et.
Ytterligare ett annat karaktärsdrag som inte är så vanligt idag är djupa "K:n". När man säger till exempel "Katt" på rikssvenska pressar man mitten av tungan mot gommen för att göra ljudet. I detta djupa K:et trycker man tungroten mot gom-seglet samtidigt som man spänner svalget nästan som man sväljer och pressar ut luft vilket generar ett mera djupt liggande K som kommer längre ner i halsen ifrån.
Det i rikssvenskan ålderdomliga ordet "ock" förekommer även i medelpadskan, och fyller samma funktion som "också."
Just ihopdragningar, förkortningar och stumma bokstäver är väldigt vanligt. I det sammanhanget är det också att använda "ru" för "du" och "re" för "dig", så som vi sett exempel på ovan . 
- Haru nå snus? = Har du något snus?
- Skaru mä äle? = Ska du (följa) med eller?
- jamenvisst = javisst.
- Vaharulagt den? = Var har du lagt den?
- Va äremäre? = Vad är det med dig?
- Ärehär / ärenhär / ärdehär din? = Är den/t här din?
- Varu där å? = Var du också där?

Man använder också ibland vad som kan tyckas något ålderdomliga ordval och meningsuppbyggnader så som: 
- Jo ja vart ju som lite undrom. = Ja jag blev ju lite fundersam.
- Jomen om man kanske skulle ta å knalla hemöver = Jag tror jag ska ta och gå hem.
- Hördu, kan du sätt på päran? = Du, kan du koka potatisen?
- Jordå, vi ä både hungri å törsti äfte löpe = Ja då vi är både hungriga och törstiga efter löpet (loppet). Observera bortfallet av ändelsen "-ga" på "hungriga" och "törstiga".
- Hardusett an Johan och a Maria ute på läggda? = Har du sett (han) Johan och (hon) Maria på ängen?
- Nå så djäävulst / Nått så djävulusiskt = Något så djävulskt
- Katta ä backaför dööra = Katten är bakom dörren
- Förr kunn ja gö så hä men dä kan ja int numeer = Förr kunde jag göra så här men det kan jag inte längre.
- Hitanfö selet fick ja stor-abborn men herrejävlar va knort de va där = Hitom det lugna vattnet (i en å) fick jag den stora abborren men jävlar vad mycket knott det var där.
- Vicken kära kär / Sicken kara kar = Vilken manlig man (Karla Karl). Alla "k" här är hårda som i ordet "kall".
- Fan va an va kärig då = Fan va han var kaxig/självgod/stursk/manlig (i negativ bemärkelse).
- Hä va ju rikti bra det här = Detta var ju riktigt bra.
- Äru härrdagsklädd på en vardag? = Är du helgdags klädd på en vardag?

I medelpadsmålet likväl som i angränsande dialekter finner man böjningar av ord på a (singular feminint) och an (plural). Exempel: 
- Katta = Katten
- Hunnan = Hundarna
- Älgan = Älgarna
- Byxan = Byxorna
- Sola = Solen

Ibland kan även vokalerna vandra i uttal och skiljer sig både från trakt till trakt och person till person. Således kan "byxorna" både bli "byxan", "buxan" som "böxan". Just på denna vandring från y till ö hittar man även i jämtskans "böxlucke" som betyder "gylf".
Ovan står det att gemensamt för alla Norrländska dialekter är att man betonar vokalerna. I medelpadsdialekten betonar man alltså vokalen samtidigt som tonen på sista vokalen går nedåt: "Tjúgò" eller "Tjúgèh" istället för "tjugó" eller "tjugi" där man går mer uppåt på slutet. Man sänker alltså tonen på slutet. Behöver dock inte vara sista vokalen utan kan vara en annan, till exempel "Automaaaten" där a är långt men neutralt i ton medan man sänker tonen på e. Vid ordet tuggummi blir det då "tö'gömì"  med en kort paus mellan tö och gömi där man betonar båda ö men det andra ö:et är något lägre i ton och i:et är om något ännu lägre i ton. Detta att sista vokalen är i lägre ton är dock inte konsekvent utan det finns undantag - både neutrala och de som går upp i ton.